# 茗渓会

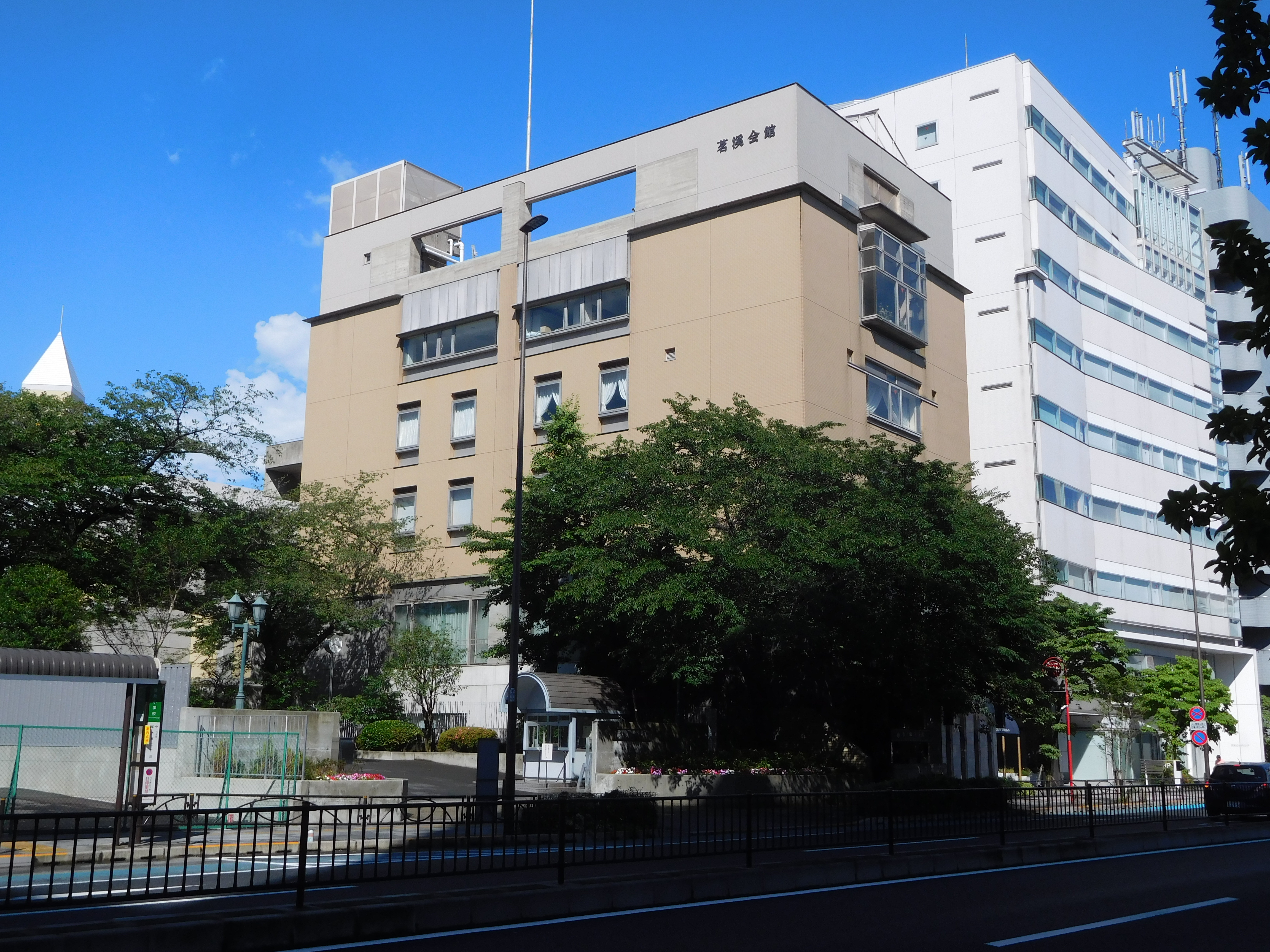
同窓会館の茗渓会館（手前）と茗渓ビル（奥）

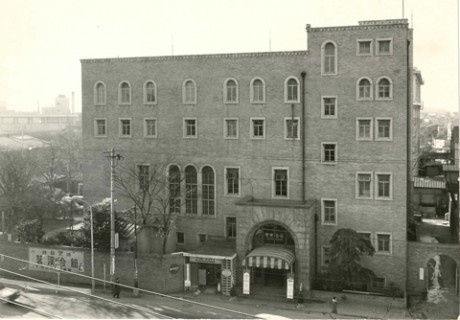
初代・茗渓会館

一般社団法人 茗渓会（めいけいかい）とは、筑波大学および、その前身である東京教育大学、東京高等師範学校の同窓会。

## 概要
明治5年の師範学校設立以来の伝統のもと、明治15年4月29日、当時の東京師範学校卒業生によって設立された東京茗溪會を源流とし、明治33年5月2日主務官庁を文部省として法人登録、社団法人茗渓会となった。その後、東京高等師範学校や旧東京教育大学前身とする大学・学校、大学院修士課程および大学院博士課程の同窓生で担われ、「日本の教育の総本山」として、大学・研究所などの学界関係者、中央省庁など教育行政界、および全国各県支部組織に属する教職員ら教育界関係者によって運営されてきた。旧東京教育大学の筑波大学へ改組移転に際して、筑波大学の同窓会となり、企業関係者や、人文社会科学・自然科学の各分野の学者も多く伴って現在に至っている。日本の教育界において多大な影響力とコネクションを有してきた。筑波大学が図書館情報大学を統合した後には、図書館情報大学の同窓会「橘会」を傘下に収め、茗渓会の支部としたが、財政問題から2016年（平成28年）度に橘会は退会している。
同窓会館である茗渓会館は、東京メトロ丸ノ内線茗荷谷駅から徒歩1分、筑波大学大塚キャンパスから徒歩2分、旧東京教育大学正門跡と道を挟んでほぼ反対側にある。結婚式・会議、学会・シンポジウム・セミナー用途の同窓会館とオフィス賃貸ビルからなる。筑波地区では、宿泊施設である研修センター、学校法人茗溪学園を設立している。

## 名称の由来
茗渓は、筑波大学東京キャンパス（旧東京高等師範学校・東京文理科大学、旧東京教育大学キャンパス）のある茗荷谷にちなんだ地名と解されやすいが、地理学者・教育学者であった朝倉隆太郎は、「茗渓」とは1872年（明治5年）に師範学校が設置された湯島聖堂、現在の地名では御茶の水に起源した命名であると説明した。そもそも、茗渓会が「東京茗渓会」との名称で創設されたのは1882年（明治15年）、学校が御茶の水から茗荷谷に移転したのは1903年（明治36年）であるから、茗荷谷に由来する名称ではない。
東京高等師範学校附属中学校（現・筑波大学附属中学校・高等学校）の校歌にあたる「桐陰会会歌」が作成されたのが1902年で、この歌詞にこのとき既に「茗渓」と歌われている。また、この歌の冒頭は「春湯陵の花の陰、秋茗渓の月の下」であり、「湯陵」が御茶ノ水に隣接する湯島の丘を指すことからも、「茗渓」が御茶ノ水を指していることがわかる。
「茗」という漢字には「茶」の意味がある。現在でも、御茶の水駅界隈に「茗渓」を名称に含む店舗があり、さらに御茶ノ水駅南側の御茶ノ水橋口から聖橋口を結ぶ道の名称は「茗溪通り」となっている。

## 茗溪学園
茗渓会は、茨城県つくば市にある学校法人茗溪学園（茗溪学園中学校・高等学校）を組織している。同校は、茗渓会設立100周年の記念事業として1979年に創立された。学園理事長は茗渓会理事長が兼任する。
同じ漢字であるが、それぞれの公式表記に於いて、茗渓会の「渓」は新字体、茗溪学園の「溪」は旧字体と異なっている。